# Municipio de Lake (Dakota del Norte)
El municipio de Lake (en inglés: Lake Township) es un municipio ubicado en el condado de Cass en el estado estadounidense de Dakota del Norte. En el año 2010 tenía una población de 34 habitantes y una densidad poblacional de 0,36 personas por km².

## Geografía
El municipio de Lake se encuentra ubicado en las coordenadas 47°6′3″N 97°38′17″O / 47.10083, -97.63806. Según la Oficina del Censo de los Estados Unidos, el municipio tiene una superficie total de 93.36 km², de la cual 93,23 km² corresponden a tierra firme y (0,14 %) 0,13 km² es agua.

## Demografía
Según el censo de 2010, había 34 personas residiendo en el municipio de Lake. La densidad de población era de 0,36 hab./km². De los 34 habitantes, el municipio de Lake estaba compuesto por el 100 % blancos. Del total de la población el 0 % eran hispanos o latinos de cualquier raza.